# Gruița, Dolj
Gruița este un sat în comuna Goiești din județul Dolj, Oltenia, România.
În anul 2012 satul mai avea doar doi locuitori.
Lucrul cel mai notabil in legatura cu acest sat este biserica. 
Cunoscuta fie sub numele de "Biserica Crucile", sau "Biserica Inaltarea Domnului",  i se pune piatra de temelie în 1753 lângă satul Gruița pe raza actualei comune Goești, conform povestirilor, de un cioban Radu care are un vis în care i se poruncește să ridice o biserică în locurile unde el pășuna oile.
Povestea spune că pe locul respectiv creșteau stejari iar din cinci dintre aceștia au fost cioplite cruci. Patru dintre ele sunt încastrate în ziduri, iar cea de-a cincea care măsoară peste 3 m astăzi zace prăbușită pe podeaua bisericii. 
Poartă haramul Inălțărea Domnului și se spune că de-a lungul secolelor biserica a servit ca loc de pelerinaj pentru mii de credincioși. Aici existând un izvor tămăduitor ce țâșnea cândva chiar din Sfântul Altar, undeva în partea dreaptă a acestuia. Astăzi pe podeaua bisericii sunt împrățiate cărămizile turlelor, piatra altarului este spartă, iar izvorul a secat demult. 
Din anul 1922 a inceput paraginirea, acest proces agravandu-se dupa anul 1941 odata cu depopularea constanta a satului Crucile. Ultimele reparații au avut loc undeva în 1957, iar într-un raport din 1967 starea bisericii este descrisă ca având neapărată nevoie de consolidări. O explozie a unei pungi de gaze în zonă a produs avarii serioase întregii structuri, probabil atunci au apărut acele crăpături pe întreaga suprafață a zidurilor. Același raport spune că în anul 1967 biserica deservea un număr de 40 de familii, și că drumul de acces poate fi parcurs toamna și iarna doar pe jos, fiind complet impracticabil. 